# 广大铁路
广大铁路是中国云南省的一条地方合资铁路，连接楚雄彝族自治州禄丰县广通镇和大理市下關。铁路由广通站引出，向西经云南省楚雄市、南华县、祥云县、弥渡县至大理站，全长约206公里。广大铁路是国家“八五”建设的重点项目之一，1992年7月开工，1998年6月通车，1999年客、货运开通。2018年7月昆楚大铁路开通后广大铁路不再办理客运业务。

## 历史
1958年，广大铁路被纳入国家建设计划。此后西南设计分局（铁二院前身）进行成昆铁路南段（西昌—昆明）的选线设计时，考虑到广大铁路（时称昆大铁路）的接轨而最终选定经由广通镇的方案。1978年，作为滇藏铁路的首段再度列入国家计划，均因国民经济调整被迫搁置。1984年，中共云南省委、省政府决定以地方筹资为主建设广大铁路，同年11月与铁道部签署《合资修建广大线纪要》，项目正式进入实施阶段。1987年，由铁道部第二勘测设计院完成初步设计。1988年4月，中国国际工程咨询公司实地评估，上报项目建议书。1990年8月，云南省政府召开滇西八地州集资会议，楚雄、大理、临沧等地共筹集1.5亿元资金，同年9月与铁道部签订《合资修建广大铁路会商纪要》。1990年12月，国务院批准项目建议书，1991年4月国家计委批复设计任务书。1990年12月31日，广大铁路列入国家“八五”建设计划。
1992年7月9日、7月10日广大铁路广楚段、大理段开工典礼分别在楚雄、大理举行。1993年7月1日，广通站至楚雄西站38.7公里建成，举行通车庆典。1996年6月1日，广通至楚雄段先期开通运营。1997年6月15日，开通楚雄西站至南华站货运。1998年6月16日全线铺通，6月22日在大理站举行通车庆典。1999年4月16日，广大铁路旅客列车试通车，5月1日客运业务正式运营，7月全线开通货运业务。2004年8月，通过国家验收委员会验收。
2018年7月1日，广大铁路扩能改造工程（即昆楚大铁路楚雄至大理段）开通运营，昆楚大铁路与广大铁路实行客货分线运输，广大铁路不再办理客运业务，货运能力得到释放。
2020年3月至2021年8月，广大铁路进行设备补强和电气化改造。

## 概况
广大铁路为国铁Ⅱ级单线铁路，东起成昆铁路广通站，西至大理站，全长206.07千米（另说213.79千米），其中大理州境内长109千米，途经楚雄州禄丰市、楚雄市、南华县、姚安县和大理州祥云县、弥渡县、大理市。广大铁路是滇西地区首条铁路，由云南省与铁道部出资建设，总投资26.5亿元。共建桥梁109座（总长16千米）、隧道48座（总长30千米）。

## 车站
| 站名   | 中心里程 | 业务性质 | 等级   | 接续线名                                           | 所在地         | 所在地 |
| ------ | -------- | -------- | ------ | -------------------------------------------------- | -------------- | ------ |
| 广通   |          | 非营业站 | 二等站 | 成昆铁路                                           | 楚雄彝族自治州 | 禄丰市 |
| 赤木岭 | K6+668   | 非营业站 | 五等站 | 赤木岭联络线                                       | 楚雄彝族自治州 | 禄丰市 |
| 腰站街 | K17+705  | 非营业站 | 五等站 |                                                    | 楚雄彝族自治州 | 楚雄市 |
| 楚雄南 | K30+798  | 货运站   | 四等站 |                                                    | 楚雄彝族自治州 | 楚雄市 |
| 楚雄西 | K37+467  | 货运站   | 三等站 |                                                    | 楚雄彝族自治州 | 楚雄市 |
| 钱粮桥 | K49+080  | 非营业站 | 五等站 |                                                    | 楚雄彝族自治州 | 楚雄市 |
| 南华北 | K66+178  | 非营业站 | 四等站 |                                                    | 楚雄彝族自治州 | 南华县 |
| 沙桥   | K81+698  | 非营业站 | 五等站 |                                                    | 楚雄彝族自治州 | 南华县 |
| 大苴   | K93+264  | 非营业站 | 五等站 |                                                    | 楚雄彝族自治州 | 姚安县 |
| 姚安   | K99+862  | 货运站   | 五等站 |                                                    | 楚雄彝族自治州 | 姚安县 |
| 长冲   | K111+895 | 非营业站 | 五等站 |                                                    | 大理白族自治州 | 祥云县 |
| 新哨   | K123+400 | 非营业站 | 五等站 |                                                    | 大理白族自治州 | 祥云县 |
| 沐滂   | K134+254 | 非营业站 | 五等站 |                                                    | 大理白族自治州 | 祥云县 |
| 水目山 | K147+760 | 货运站   | 五等站 |                                                    | 大理白族自治州 | 祥云县 |
| 祥云西 | K161+932 | 货运站   | 三等站 |                                                    | 大理白族自治州 | 祥云县 |
| 栽秧箐 | K173+200 | 非营业站 | 五等站 |                                                    | 大理白族自治州 | 祥云县 |
| 弥渡   | K180+868 | 非营业站 | 五等站 |                                                    | 大理白族自治州 | 弥渡县 |
| 大理东 | K196+969 | 货运站   | 二等站 | 昆楚大铁路、滇藏铁路                               | 大理白族自治州 | 大理市 |
| 大理   | K205+645 | 客运站   | 二等站 | 昆楚大铁路、大临铁路、大瑞铁路、大理至大理北联络线 | 大理白族自治州 | 大理市 |

## 扩能改造
目前，每天途经既有广大线的旅客列车最多时达26对，客货运输瓶颈日益明显。广大铁路扩能改造工程为国家Ⅰ级双线电气化铁路，设计时速200公里，线路全长174.45公里，全线设8个车站，新建桥梁78座，新建隧道42座，桥隧总长达109.88公里，占全线总长的63%，工程概算投资总额为139.36亿元。线路自成昆铁路复线广通北站牵出，经楚雄北、南华南、普棚、云南驿、祥云南、大理东站、大理站，其中新建双线167公里，大理东至大理增建二线8公里。
- 2009年10月，广大铁路扩能改造工程批复立项。[19]
- 2010年9月10日，广大铁路扩能改造工程举行建设动员大会。[20]
- 2012年11月29日，广大铁路扩能改造工程开工建设。[21]
- 2018年6月28日完成项目建设，7月1日投入运行[22][23]。

## 连接铁路
- 广通站：成昆铁路
- 大理站：大丽铁路